# 乙酸碘(III)
乙酸碘(III)是一种碘化试剂，化学式为(CH3COO)3I，可由乙酸银和三氯化碘反应得到，或由发烟硝酸、乙酸、乙酸酐和碘的反应来制备。它可以和芳烃（Ar-H）反应，将其转化为二乙酸芳基碘（ArI(OAc)2），经硫代硫酸钠的饱和水溶液还原后，可以得到碘代烃（Ar-I）。